# Purpurové srdce
Purpurové srdce (anglicky Purple Heart) je nejstarší vojenské vyznamenání amerických ozbrojených sil, bylo udělováno retroaktivně po 5. dubnu 1917 jménem prezidenta zraněným nebo zabitým vojákům.
Purpurové srdce bylo uděleno téměř 2 milionům vojáků.

## Historie
Purpurové srdce vychází ze staršího vyznamenání (Badge of Military Merit), majícího podobu purpurového srdce, jehož je oficiálním nástupcem. Původní vyznamenání, které založil George Washington, bylo určeno jako odznak za vojenské zásluhy. Odznak získali pouze tři vojáci revoluční války. Od té doby jeho legenda rostla. I když nikdy nebylo zrušeno, vyznamenání již nebylo nadále udělováno.
Současné vyznamenání bylo ustanoveno 22. února 1932, k dvoustému výročí narození George Washingtona. Původně bylo udělováno zpětně za zranění utrpěná v první světové válce. V září 1942 bylo rozhodnuto udělovat toto vyznamenání vojenskému personálu za smrt nebo zranění způsobené nepřítelem.

## Popis
Purpurové srdce je fialová medaile 35 mm široká, ve tvaru srdce se zlatým okrajem. Uprostřed medaile se nachází zlatá podobizna generála a prezidenta George Washingtona. Nad ním je mezi dvěma zelenými větvičkami malý znak rodu Washingtonů. Stužka vyznamenání je široká 35 mm a složená ze tří nestejně velkých barevných pruhů. Uprostřed se nachází nejširší 29 mm široký purpurový (fialový) pruh a po jeho levém i pravém okraji se nachází 3 mm široké bílé pruhy. Zadní strana medaile je celá ve zlaté barvě a v horní polovině obsahuje heslo FOR MILITARY MERIT (Za válečné zásluhy).

## Nejvíce ocenění
Vojáci, kteří obdrželi nejvíc purpurových srdcí.
10 purpurových srdcí
- pplk. William G. „Bill“ White (1910–1985), 83. pěší divize: 2. světová válka (9×), Korejská válka (1×)
- SP4 Curry T. Haynes (1945–2017), 173. výsadková brigáda: Vietnamská válka (10×)

9 purpurových srdcí
- SSgt Albert L. Ireland (1918–1997), 4., 5. a 6 pluk námořní pěchoty: 2. světová válka (5×), Korejská válka (4×)

8 purpurových srdcí
- generálmajor Robert T. Frederick (1907–1970), 1. uskupení zvláštních služeb: 2. světová válka (8×)
- plk. David H. Hackworth (1930–2005), 25. pěší divize, : Korejská válka (3×), Vietnamská válka (5×)
- kpt. Joe Hooper (1938–1979), 101. výsadková divize, Medaile cti: Vietnamská válka (8×)
- plk. Robert L. Howard (1939–2009), 101. výsadková divize, Medaile cti: Vietnamská válka (8×)
- SGM William Waugh (1929–2023), speciální jednotky americké armády: Vietnamská válka (8×)